# Jordi Estadella
Jordi Estadella Gracia, conocido como Jordi Estadella (Barcelona, 11 de noviembre de 1948-ib., 30 de abril de 2010), fue un periodista, gastrónomo, presentador y actor de doblaje español que se alzó a la fama como presentador del concurso televisivo No te rías, que es peor y Un, dos, tres... responda otra vez, este último copresentado junto a Miriam Díaz-Aroca, de Televisión Española. También presentó el programa El semáforo junto a la debutante Marlène Mourreau.

## Biografía

### En la radio
En 1968, estudió en "La escuela radiofonista" de Barcelona. Empezó su carrera periodística en Radio Juventud de Barcelona, en 1970, dando vida a personajes como Tato Ganduxer o Tito B. Diagonal. Interpretando a este último, también formó parte de la tertulia El estado de la nación del programa Protagonistas de Luis del Olmo durante los años 1980. 
Su último trabajo fue dirigir y presentar el programa gastronómico De boca en boca, desde el año 2000, en la emisora catalana COM Ràdio.
El 25 de marzo de 2010 recibió la mención de honor otorgada por Ràdio Associació de Catalunya, de la mano de Josep Maria Bachs, por su «larga y provechosa trayectoria profesional, llena de imaginación y creatividad que validan su carrera de buen comunicador».

### En la televisión
En 1985 debutó en televisión, en TV3, en el programa escrito por Manuel Vázquez Montalbán Piano Bar. En 1989, en la misma cadena, se puso al frente de Filiprim, en sustitución de Josep Maria Bachs.
Su primer trabajo en la Televisión Española fue como presentador del programa No te rías, que es peor (1990-1991), donde tras su marcha sería sustituido por Ramón García. 
Su máxima popularidad llegaría con el concurso Un, dos, tres... responda otra vez desde 1991 a 1993 junto a Miriam Díaz-Aroca. Era el encargado de dirigir la primera parte del concurso haciendo las preguntas, así como la subasta. fueron solo dos años en el un dos tres pero fueron años muy intensos junto con Miriam Díaz Aroca .este año  del regreso del concurso Chicho Ibáñez Serrador no quiso contar más con la mítica presentadora Mayra Gómez Kemp.
En la temporada 1994-1995 presenta y dirige Esto no es lo que parece en La 2 de TVE, un programa con debates y entrevistas. 
En 1995, y tras la renuncia de Àngel Casas, Ibáñez Serrador le elige para presentar El semáforo, que fue un nuevo éxito. Ayudado por Marlène Mourreau y Asunción Embuena, el programa se emitió durante dos etapas, desde 1995 a 1997.
En 1998 presenta en Telecinco junto a Inma del Moral el programa de zapping Perdona nuestros pecados, del que solo se emitió el primer programa debido a un conflicto entre cadenas por usar imágenes de la competencia.
En la temporada 2000-2001 presentó para TVE el concurso Audacia.

### Como actor de doblaje
Así como su hermano Aleix Estadella, Jordi también era actor de doblaje de películas, series y series de animación, destacando su voz en Inspector Gadget o el Capitán Needa (El Imperio contraataca). En catalán, dobló a algunos personajes en Dragon Ball, además de doblar con asiduidad a Peter Sellers. Empezó en el doblaje a mediados de los años 1970.

### Fallecimiento
Jordi Estadella falleció el 30 de abril de 2010 a las 4:10 de la madrugada, en el Hospital Clínico de Barcelona, víctima de un cáncer de hígado. Durante su funeral se repartió entre los asistentes una tarjeta con la frase: 

Y hasta ahí puedo leer...
Jorge Estadella
 30/4/2010

 Le sobreviven sus esposas, tres hijos, y su hermano —el actor de doblaje, Aleix Estadella—.